# Кипрусофф, Миикка
Ми́икка Са́кари Ки́прусофф (фин. Miikka Sakari Kiprusoff; род. 26 октября 1976 года, Турку, Финляндия) — финский хоккеист, вратарь. Наиболее известен по выступлениям за клубы НХЛ «Сан-Хосе Шаркс» и «Калгари Флэймз», всего в НХЛ сыграл более 600 матчей. В составе сборной Финляндии был призёром Олимпийских игр 2010 года, Кубка мира 2004 года и чемпионатов мира 1999 и 2001 годов.
Старший брат Марко Кипрусофф (род. 1972) также играл в хоккей на позиции защитника. В составе сборной Финляндии Марко выиграл бронзу Олимпийских игр 1994 года, а также золото чемпионата мира 1995 года. В 1990-е годы братья играли вместе за ТПС из родного для обоих Турку.
Миикка — воспитанник клуба ТПС. Был выбран в 1995 году в 5-м раунде драфта НХЛ под 116-м номером клубом «Сан-Хосе Шаркс». Он также играл за финский ТПС, а также шведские АИК и «Тимро».
Кипрусофф начал свою профессиональную карьеру в ТПС в 1994 году и был назван лучшим вратарем и лучшим игроком плей-офф в 1999 году, когда он выступал в СМ-Лиге. Он переехал в Северную Америку в 1999 году, и после второго успешного сезона в Американской хоккейной лиге, дебютировал в НХЛ в составе «Сан-Хосе Шаркс», где он был резервным вратарём. В 2003 году Кипрусофф был обменян в «Калгари Флэймс», спустя год дойдя с ним до финала Кубка Стэнли. Он выиграл Везина Трофи как лучший вратарь НХЛ в 2006 году вместе с Уильям М. Дженнингс Трофи. Он сыграл в своём первом матче всех звёзд в 2007 году. После окончания сезона 2012/2013 в НХЛ решил завершить карьеру. Провел в лиге 623 матча, из них 576 матчей за «Калгари Флэймз».